# Cherveix-Cubas
Cherveix-Cubas è un comune francese di 643 abitanti situato nel dipartimento della Dordogna nella regione della Nuova Aquitania.

## Società

### Evoluzione demografica
Abitanti censiti